# Anas andium
L’anatra delle Ande (Anas andium (P.L. Sclater & Salvin, 1873)) è un uccello della famiglia degli Anatidi, diffuso in America del Sud.

## Distribuzione e habitat
La specie è diffusa in Colombia, Ecuador e Venezuela.

## Tassonomia
L'anatra delle Ande, considerata in passato una sottospecie di Anas flavirostris (Anas flavirostris andium), è oggi accettata come specie a sé stante.
Sono note due sottospecie:
- Anas andium andium (P.L.Sclater & Salvin, 1873)
- Anas andium altipetens (Conover, 1941)